# Kurniki (obwód tarnopolski)
Kurniki (ukr. Курники, Kurnyky; hist. Kurniki Szlachcinieckie) – wieś na Ukrainie, w obwodzie tarnopolskim, w rejonie tarnopolskim. Położona nad rzeką Hniezdeczna. W 2019 roku liczyła 363 mieszkańców.
Znajduje tu się przystanek kolejowy Kurniki, położony na linii Szepetówka – Tarnopol.

## Historia
Właścicielem wsi (także Szlachciniec i Łozowej) był m.in. Ksawery Bratkowski herbu Świnka.
Według sprawozdania Komitetu Ziem Wschodnich 8 lutego 1945 roku Ukraińcy zabili we wsi 5 Polaków i 6 Ukraińców, którzy im sprzyjali. Dwa dni później powiesili 6 Polaków.